# Тернувате (Миколаївський район)
Тернува́те — село в Україні, в Ольшанській селищній громаді Миколаївського району Миколаївської області. Населення становить 410 осіб. Село було засноване у кінці XVIII століття і мало назву Дворянське.

## Уродженці
- Лінартович Костянтин Костянтинович — український актор театру та кіно, актор та режисер дублювання, театральний діяч, режисер муніципального театру «Київ» з 2008 року.